# Елизавета Датская (1935—2018)
Елизавета Датская (Елизавета Каролина Матильда Александрина Елена Ольга Тира Феодора Эстрид Маргрете Дезире; 8 мая 1935 — 19 июня 2018) — датская принцесса, дочь принца Кнуда Датского и принцессы Каролины Матильды Датской, двоюродная сестра королевы Маргрете II.

## Биография
Будучи кузиной Маргрете II, принцесса Елизавета была двенадцатой в очереди на датский престол на момент своей смерти. Она никогда не была замужем и носила титул принцессы Дании. Она была единственным ребёнком Кнуда, наследного принца Дании, который сохранил права наследования трона Дании.
Принцесса Елизавета работала в Министерстве иностранных дел с 1956 по 2001 год и несколько раз выезжала за границу с официальными делегациями.
Она жила с кинорежиссёром Клаусом Хермансеном в отдельном крыле королевского дворца Соргенфри в Люнгбю недалеко от Копенгагена, где она выросла. У пары не было детей. Она была крестной матерью своего внучатого племянника Теодора Розана аф Розенборга, младшего внука своего брата Кристиана.
Датский королевский двор объявил, что Елизавета умерла 19 июня 2018 года. Её кремация проходила в церкви Люнгбю. Она похоронена рядом со своим спутником жизни Клаусом Хермансеном в церкви Люнгбю.